# Твырдинци
Твырдинци (болг. Твърдинци) — село в Болгарии. Находится в Тырговиштской области, входит в общину Тырговиште. Население составляет 120 человек (2022).

## Политическая ситуация
В местном кметстве Твырдинци, в состав которого входит Твырдинци, должность кмета (старосты) исполняет Мюсфер  Осман Ахмед (Движение за права и свободы (ДПС)) по результатам выборов правления кметства.
Кмет (мэр) общины Тырговиште — Красимир Митев Мирев (инициативный комитет) по результатам выборов в правление общины.